# Spurius Cassius Vecellinus

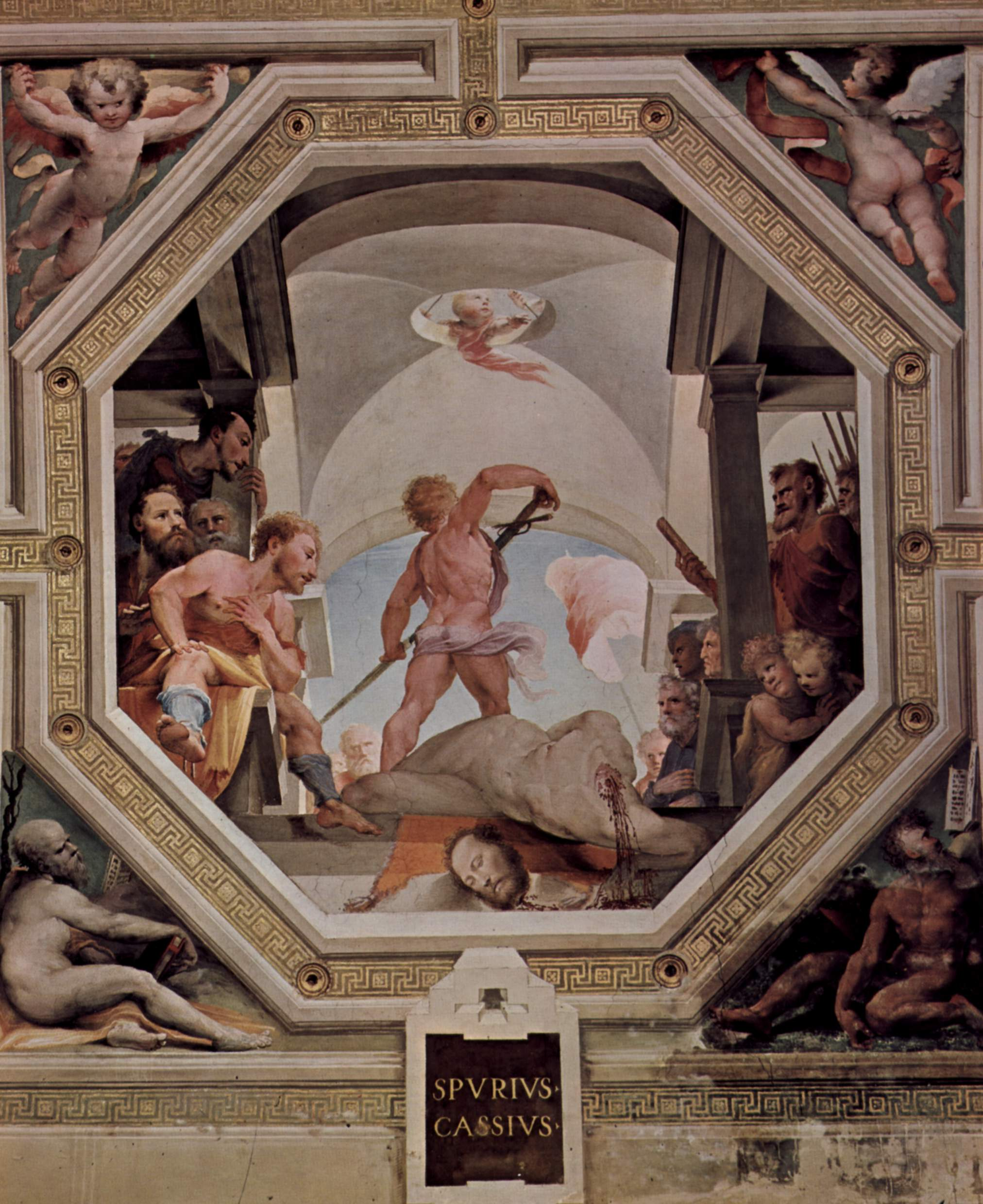
Spurius Cassius avrättas av sin egen far. Takfresk i Sala del Concistoro i Palazzo Pubblico i Siena, målad av Domenico Beccafumi mellan 1529 och 1535.

Spurius Cassius Vecellinus var en av den tidiga romerska republikens konsuler. Han står nedtecknad i fasti som konsul 502, 493 och 486 f.Kr., men hans konsulat tillsammans med Proculus Verginius Tricostus Rutilus tros snarare ha inträffat 480 f.Kr., det år då slaget vid Salamis ägde rum i Grekland, vilket ger en kronologireferens för tidig romersk historia.
Livius (2.17) nämner att Cassius deltog i en belägring av Pometia under sitt första konsulat. 493 förhandlade Cassius fram fördraget (Foedus Cassianum) mellan romarna och latinarna, vilket skapade både fredliga relationer och en militärallians. Cicero nämner att en kopia av detta avtal fortfarande existerade på hans tid (Balb. 53) och Dionysios av Halikarnassos summerade dess innehåll (6.95).
486 f.Kr. resulterade ett fördrag med hernikerna i att de gav upp två tredjedelar av sitt territorium, vilket Cassius föreslog skulle distribueras till plebejerna, tillsammans med privat mark, som han ansåg var illegalt erhållen. Hans medkonsul Verginius motsatte sig detta och hävdade att Cassius siktade mot att bli kung; efter att hans ämbetstid var slut blev Cassius åtalad, dömd och avrättad (Livius 2.41). Historien innehåller dock anakronismer och likheter med historien om Graccherna, så den kan, åtminstone delvis, vara påhittad.